# Culture capitaliste
La culture capitaliste est l'ensemble des pratiques sociales, des normes sociales, des valeurs et des modèles de comportement qui sont attribués au mode de production capitaliste dans la société capitaliste. La culture capitaliste favorise l'accumulation du capital et de la vente de marchandises, où les individus sont principalement définis par leur relation à l'entreprise et le marché. La culture est composée de personnes qui se comportent selon un ensemble de règles apprises, agissent comme ils doivent agir afin de survivre dans une société bourgeoise.
Les éléments de la culture capitaliste comprennent la culture d'entreprise et le consumérisme.

## Culture bourgeoise et idéologie
Alors que certaines idéologies politiques, tels que le néolibéralisme, assume et promeuve le point de vue que le comportement capitaliste est naturel chez l'homme,, des anthropologues comme Richard Robbins notent qu'il n'y a rien de naturel à propos de ce comportement - les gens ne sont pas naturellement poussés à accumuler de la richesse.
Les idéologies politiques telles que le néolibéralisme extraient la sphère économique des autres aspects de la société (politique, culture, famille, etc., toutes activités politiques constituant une intervention dans le processus naturel du marché, par exemple) et supposent que les gens font des échanges rationnels dans le domaine des transactions sur le marché. Cependant, en appliquant le concept d’ancrage aux sociétés de marché, le sociologue Granovetter démontre que les échanges économiques sont en réalité fortement influencés par la préexistence de liens sociaux et d'autres facteurs.
Dans un mode de production capitaliste, la société et la culture s'articulent autour de l'activité économique (l'accumulation infinie du capital),.